# 式根島港

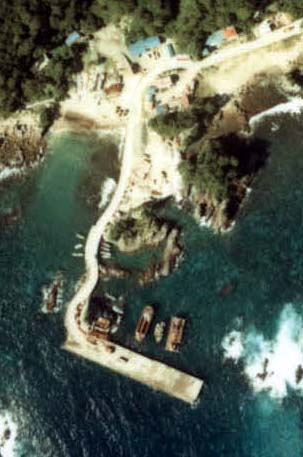
式根島港の航空写真。1978年度撮影。現在とはかなり異なる。

式根島港（しきねじまこう）は、東京都新島村式根島の南部にある港湾。港湾管理者は東京都。港湾北部の漁港は「足付漁港」と呼ばれる。かつては客船が接岸したが、船の大型化に伴い、定期旅客船は就航していない（野伏港に就航している）。

## 釣り
釣りをすることもでき、カンパチやイサキ、マダイなどを釣ることができる。